# Христо Костакев
Христо Василев Костакев е български летец, поручик от Военновъздушните сили. Известен е с шестте си победи в един въздушен бой.

## Биография
Роден е на 9 април 1919 г. в Стара Загора. Негов баща е художникът Васил Костакев. На 14-годишна възраст баща му умира. През 1937 г. завършва с отличие гимназия, след което постъпва в школата за запасни офицери. През 1939 г. постъпва във Военното на Негово Величество училище в София. През лятото на 1941 г. е изпратен на шестмесечен стаж в Кралската въздухоплавателна академия в Казерта, Италия. На 3 януари 1942 г. завършва 61-ви випуск на Военното училище с чин подпоручик. Постъпва в Първи разузнавателен орляк – Божурище, а след това е преместен в Изтребителната школа в Долна Митрополия. Участва във въздушните боеве при Англо-американските нападения над България. През 1946 г. е уволнен, поради това, че е „царски офицер“. Работи като учител по математика. В продължение на две години работи в селскостопанската авиация в Судан, където се извършва растителна защита на памука и ориза. От 1965 до 1981 г. работи в селскостопанския авиоотряд в Стара Загора.
Умира на 19 юни 1994 г.

## Ордени
Удостоен е с орден „За храброст“ IV степен, II клас.